# Dioscorea howardiana
Dioscorea howardiana là một loài thực vật có hoa trong họ Dioscoreaceae. Loài này được O.Téllez, B.G.Schub. & Geeta mô tả khoa học đầu tiên năm 2007.